# Floris Jan Bovelander
Pour l'acteur, chanteur et auteur-compositeur-interprète néerlandais, voir Job Bovelander.
Floris Jan Bovelander, né le 19 janvier 1966 à Haarlem, est un joueur néerlandais de hockey sur gazon.

## Palmarès
- Médaille de bronze aux Jeux olympiques de Séoul en 1988
- Médaille d'or aux Jeux olympiques d'Atlanta en 1996[1]